# أيكون سيتي
أيكون سيتي (بالإنجليزية: Akon City) هو مشروع أطلقه المغني ورجل الأعمال السنغالي الأمريكي، أيكون. سيتم بناء مدينة أيكون سيتي في السنغال. تم الإعلان عن المشروع لأول مرة في السنغال من قبل أيكون مع وزير السياحة السنغالي، عليون سارين، في عام 2018.
قال أيكون بأنها مستوحى من فيلم بلاك بانثر، وأشار إلى أيكون سيتي على أنها «واكاندا الواقعية» التي تستخدم أحدث تقنيات سلسلة الكتل والعملات المشفرة.

## موقع
سيقع على مساحة 800 هكتار (2,000 فدان) من الأرض في قرية إمبديَنْ الساحلية، على بعد 62 ميلاً (100 كم) من داكار، بالقرب من مطار بليز دياغني الدولي. لم يتم تحديد الموقع الدقيق حيث الميل المربع الواحد المقترح من الأرض الممنوحة لأيكون حتى الآن.[بحاجة لمصدر]

## تاريخ
في 15 يناير 2020، أعلن أيكون عن خطط لمدينة أيكون سيتي.
في سبتمبر 2020، كشف أيكون النقاب عن عرض لمشروعه: تطوير مخطط بمساحة 2,000 فدان لمدينة مستقبلية على طول ساحل المحيط الأطلسي. تقع على بعد 62 ميلاً جنوب داكار في السنغال. مشروع مدينة أيكون مدعوم من الرئيس السنغالي ماكي سال. ستضم المدينة المخطط لها وحدات سكنية، مكاتب، حدائق، جامعة، منتجع محيطي، ومستشفى بسعة 5,000 سرير.
تم تصنيف مدينة أيكون على أنها «منطقة ضريبية خاصة» من قبل الحكومة السنغالية.
تم الإعلان عن مدينة أيكون أخرى في أوغندا في 6 أبريل 2021، من قبل أيكون إلى جانب الدكتور كريس باريمونسي، وزير الدولة للإسكان والتنمية الحضرية، بعد أن التقى أيكون الرئيس الأوغندي يوري موسفيني وتناقش معه. ناقش أيكون أيضًا مشروع التطوير الكامل لمدة 15 عامًا وفوائده للأوغنديين في مقابلة على تلفزيون إن بي إس الأوغندي مع كناري مغومي.

## تصميم
من المخطط أن يحتوي المشروع على ناطحات سحاب كبيرة، مراكز تسوق، مركز تقني، استوديوهات موسيقى، «سينوود»، ومنتجعات سياحية صديقة للبيئة. يتصور أيكون أن تكون «أيكوين»، وهي عملة مشفرة أسسها، هي العملة المركزية.
من المتوقع أن يكون تطوير مدينة أيكون مشروعًا مدته عشر سنوات مع تطوير متعدد الاستخدامات. يقول أيكون أن المدينة التي تبلغ مساحتها 2,000 فدان ستكون مدينة ذكية صديقة للبيئة وتعمل بالطاقة المتجددة، بما في ذلك الطاقة الشمسية. إنه مشروع معتمد من الريادة في تصميمات الطاقة والبيئة. سترحب المدينة بجميع أفراد الشتات الأفريقي كموطن بعيد عن الوطن. الهدف الأساسي للمشروع هو تحفيز الاقتصاد المحلي وخلق فرص عمل للعمال المحليين. مطورو أيكون سيتي هم كاي إي إنترناشونال (KE International) ومقرها لوس أنجلوس وشركة بكري وشركاه للاستشارات التنموية (Bakri & Associates Development Consultants) ومقرها دبي. حسين بكري، الرئيس التنفيذي لشركة بكري وشركاه، هو المهندس المعماري الرئيسي.
المرحلة الأولى: من المتوقع أن تكتمل بحلول عام 2023، ستكون بناء الطرق، حرم مستشفى هامبتونز، مول هامبتونز، العقارات السكنية، الفنادق، مركز الشرطة، المدرسة، مرفق النفايات، الحدائق، ومحطة الطاقة الشمسية الكهروضوئية.
المرحلة 2: من المتوقع أن يكتمل المشروع بين 2024 و 2029، مع خطط للاستخدام الكامل للعملات المشفرة باستخدام العملة المشفرة العملة المشفرة أيكوين.

## روابط خارجية
- الموقع الرسمي